# هلالی (یمن)
هلالی به عربی ( الهلالی )، نام روستایی است در عزلهٔ (ربع السویق)، در ناحیهٔ (حیس)، از توابع استان اِب در کشور یمن در شبه جزیره عربستان است.
جمعیت آن ۶۲ نفر (۷ خانوار) می‌باشد.